# 永元 (东汉)
永元（元年：89年 - 末年：105年四月）是东汉和帝刘肇的第一个年号。汉朝使用这个年号时间共計17年。
章和二年二月汉和帝即位沿用章和年号，次年正月初一（89年1月30日）改元永元。
永元十七年四月庚午（105年5月），改元元兴。

## 大事记
- 三年（91年），汉灭匈奴
- 六年（94年），外戚专权结束

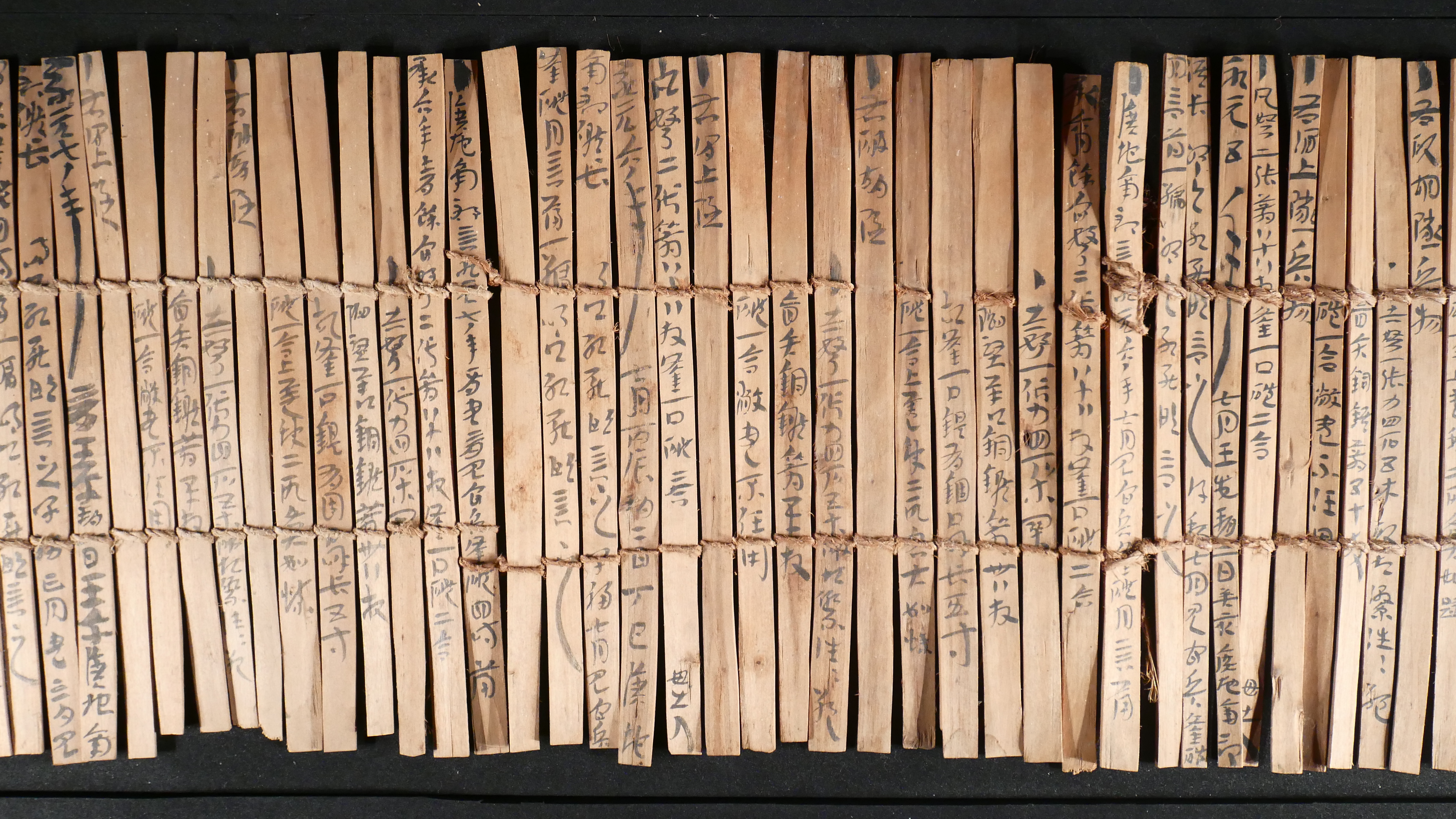
廣地南部永元五年至七年官兵釜磑月言及四時簿

- 九年（97年），窦太后死，追尊梁贵人为皇太后；
- 十四年（102年），班超返回洛阳

## 纪年
| 永元 | 元年   | 二年   | 三年   | 四年   | 五年   | 六年   | 七年   | 八年 | 九年 | 十年 |
| ---- | ------ | ------ | ------ | ------ | ------ | ------ | ------ | ---- | ---- | ---- |
| 公元 | 89年   | 90年   | 91年   | 92年   | 93年   | 94年   | 95年   | 96年 | 97年 | 98年 |
| 干支 | 己丑   | 庚寅   | 辛卯   | 壬辰   | 癸巳   | 甲午   | 乙未   | 丙申 | 丁酉 | 戊戌 |
| 永元 | 十一年 | 十二年 | 十三年 | 十四年 | 十五年 | 十六年 | 十七年 |      |      |      |
| 公元 | 99年   | 100年  | 101年  | 102年  | 103年  | 104年  | 105年  |      |      |      |
| 干支 | 己亥   | 庚子   | 辛丑   | 壬寅   | 癸卯   | 甲辰   | 乙巳   |      |      |      |

## 参看
- 中国年号列表
- 其他时期使用的永元年号